# Салмон, Даниел Элмер
Даниел Элмер Са́лмон (англ. Daniel Elmer Salmon) — американский ветеринар. В его честь назван род энтеробактерий Salmonella.

## Биография
С 1868 года изучал ветеринарию в Корнеллском университете. В 1872 году переехал в Ньюарк, где недолго работал ветеринаром, затем по состоянию здоровья переехал в Ашвилл. Он читал лекции в университете Джорджии и 1876 году получает диплом доктора ветеринарии.
В 1879 году Салмон был одной из ключевых фигур государственной кампании по борьбе с бронхопневмонией крупного рогатого скота. Министерство сельского хозяйства США поручило ему исследовать возникновение в южных штатах заболеваний у животных, в частности, бабезиоза. В 1883 году Салмону было поручено создать ветеринарное отделение в Министерстве сельского хозяйства в Вашингтоне, которым он руководил до 1905 года.
С 1906 года по приглашению правительства Уругвая он открыл отделение ветеринарии в Республиканском университете в Монтевидео. После своего возвращения в США в 1910 году, он руководил с 1913 года в Бьютте (штат Монтана) фирмой по производству вакцин против свиной холеры. Салмон скончался от воспаления лёгких.
Салмон вместе с Теобалдом Смитом внёс важный вклад в ветеринарию, выделив в 1885 году возбудителя сальмонеллеза Salmonella Choleraesuis. Также Салмон и Смит показали, что убитые возбудители этой болезни защищают свиней от этой болезни и это открытие послужило основой для вакцинации от тифа. Салмон принимал также активное участие в создании государственной ветеринарной службы.